# Xyris laxifolia
Xyris laxifolia är en gräsväxtart som beskrevs av Carl Friedrich Philipp von Martius. Xyris laxifolia ingår i släktet Xyris och familjen Xyridaceae.

## Underarter
Arten delas in i följande underarter:
- X. l. iridifolia
- X. l. laxifolia